# Elevatorhuis
Het Elevatorhuis is een kantoorgebouw in Rotterdam. Het pand is gebouwd in opdracht van de Graan Elevator Maatschappij (GEM). Architect Michiel Brinkman kreeg de opdracht voor het Elevatorhuis van J. van Dusseldorp, president-commissaris van de Graan Elevator Maatschappij.

## Exterieur
In de geveltop is een tegeltableau van de Rotterdamse kunstenaar Bernard Richters geplaatst. Een reliëf van een schip, dat met stoomkranen wordt gelost, verwijst eveneens naar de opdrachtgever en de oorspronkelijke gebruiker van het pand. De verder symmetrische gevel van het gebouw heeft de ingang aan de rechterzijde. De gevel is classicistisch in vormgeving. Het pand heeft een souterrain met natuurstenen plint en verder een bakstenen gevel met kroonlijst en een schilddak.

## Interieur
Het interieur wordt gedomineerd door een centraal gelegen hal met een monumentaal trappenhuis. De hal is voorzien van een bovenlicht met glas-in-lood, ontworpen door Jan Schouten. Aan de voor- en achtergevel liggen ruime kantoorvertrekken. De commissarissenkamer en de directiekamer liggen aan de achterzijde op de eerste verdieping. Ze zijn met eiken en palissander betimmerd, in de Commissarissen-kamer waren glas-in-loodramen aangebracht met taferelen die het bedrijf uitbeelden. De bediendekantoren zijn eenvoudig afgewerkt. Het gebouw bevatte voor die tijd moderne voorzieningen zoals een lift en centrale verwarming. De tweede verdieping was apart bereikbaar via de lift en een tweede trap en was, tot 1976, in gebruik als woonruimte. Lange tijd is het gebouw in gebruik geweest als bank. Rond 2020 is het gebouw door Broek en Bakema zorgvuldig gerenoveerd waarbij vele originele details zijn hersteld en het monument energielabel A heeft gekregen. 

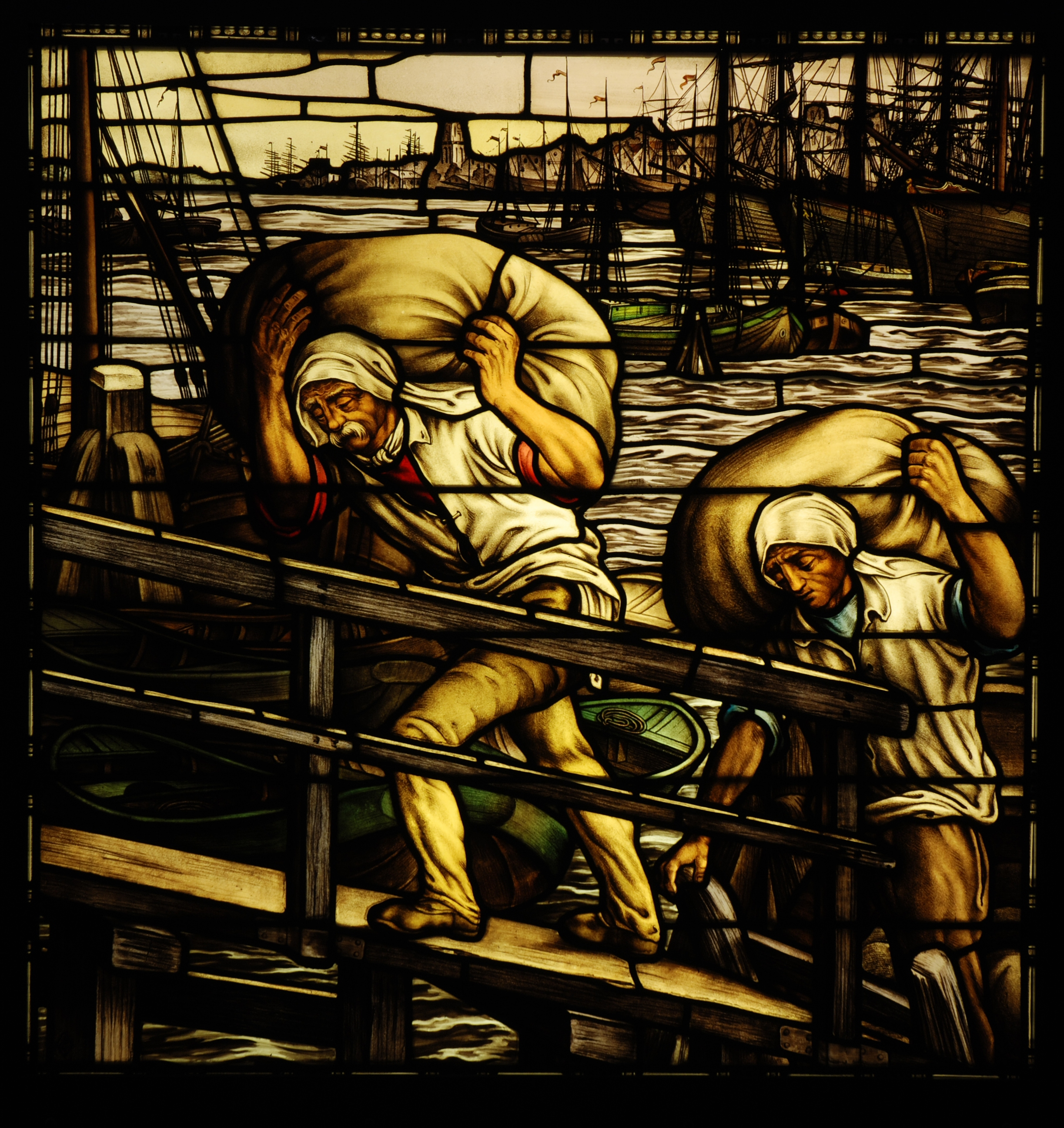
gebrandschilderd glas, zakkendragers met korenzakken.
Jan Schouten, 1915